# Junonia funebris
Junonia funebris är en fjärilsart som beskrevs av Felix Bryk 1953. Junonia funebris ingår i släktet Junonia och familjen praktfjärilar. Inga underarter finns listade i Catalogue of Life.